# Tina Joemat-Pettersson
Tina Joemat-Pettersson, née Tina Monica Joemat le 7 décembre ou le 18 décembre 1963 à Kimberley (province du Cap) et morte le 5 juin 2023 à Rondebosch (Le Cap), est une femme politique sud-africaine, membre du Congrès national africain (ANC) et membre du parlement. 
Elle est ministre de l'Agriculture, des Forêts et des pêches (2009-2014) et ministre de l'Énergie du 25 mai 2014 au 31 mars 2017.

## Biographie
Militante de 1985 à 1986 de l'Azanian Students Organisation durant ses études d'anglais à l'université du Cap-Occidental, Tina Joemat-Pettersson devient en 1987 enseignante dans des écoles du cycle secondaire. Assistante en recherche au département d'anglais de l'université du Cap-Occidental (1990), elle devient lectrice en anglais à l'université de l'État libre d'Orange en 1993. Durant cette période, elle est élue représentante nationale du syndicat des enseignants (South African Democratic Teacher's Union) pour le Northern Cape ainsi que membre de la Union of Democratic University Staff Association et de la délégation régionale du Cap au sein du bureau de l'éducation et de la culture de l'ANC. 
Membre du conseil exécutif de l'ANC dans le Northern Cape (1993-1994), elle est élue à l'assemblée provinciale du Cap-Nord en 1994. Elle devient alors membre du conseil exécutif de la province, chargé des arts, de l'éducation et de la culture (1994-1999). 
En 1998, elle entre au comité central du parti communiste sud-africain et devient présidente de sa branche provinciale dans le Northern Cape ainsi que la présidente de la ligue des femmes de l'ANC dans la province du Cap-Nord. 
En 2003, Tina Joemat-Pettersson devient, entre autres fonctions, trésorière de la branche provinciale de l'ANC dans le Northern Cape. 
En 2009, elle entre au gouvernement Zuma en tant que ministre de l'Agriculture, des Forêts et des Pêches.
Lors des élections générales sud-africaines de 2014, Tina Joemat-Pettersson est 37e sur la liste du congrès national africain et est réélue au parlement. Elle est alors nommée au ministère de l'Énergie.